# Agatemero
Agatemero (Άγαθήμερος) fue un geógrafo griego menor autor de un breve trabajo de geografía en dos libros titulado “Un esbozo de geografía en epítome” (τῆς γεωγραφίας ὑποτυπώσεις ἐν ἐπιτομῇ) o Hypotyposis Geographicae, dedicado a su alumno Filón.
Los trabajos de Agatemero son principalmente extractos de Ptolomeo, Artemidoro de Éfeso y otros escritores más antiguos. En su obra resume y critica los diversos conceptos sobre la forma de la tierra propuesta por geógrafos anteriores. Calculó distancias entre las masas terrestres y el mar y luego dedujo importantes distancias entre puntos de la tierra usando el método estadimétrico.

## Biografía
Hijo de Orthon, se especula que vivió en el siglo III d. C. Parece haber sido romano. Pese a haber escasa información sobre su biografía, se deduce que vivió después de Ptolomeo a quien cita con frecuencia, y antes de la fundación de Constantinopla en el lugar de Bizancio por Constantino I el Grande en 328 d. C., pues cita sólo la antigua ciudad de Bizancio y no a Constantinopla. De sus menciones de Albión (ἐν ᾗ στρατόπεδα ἵδρυται) se ha supuesto que sus escritos son poco posteriores a la construcción del Muro de Adriano. Se estima que vivió en la época de Septimio Severo (193 a 211).

## Ediciones
Fue publicado por primera vez por Samuel Tennulio, Ámsterdam (1671 en 8ª), y luego más correcto y enriquecido por anotaciones a cargo de Jacobo Gronovio, en Geographi Graeci Minores, Leida (1897 y 1700 en 4ª). Posteriormente editado por Hudson, Oxford (1733 en 8ª) con anotaciones del editor y selección de las notas de Tennulio y Gronovio, y con una exposición de Edward Dodwel  sobre Agatemero. Todas las ediciones están en griego y latín.
Muchas cosas expuestas en el primer libro se repiten con contradicciones y oscuridad en el segundo, por lo que es probable, según Konrad Malte-Brun que ambos sean dos extractos del mismo curso de geografía de Agatemero hechos por distintas personas.
Karl Müller en «Geographi Graeci Minores» transcribió con el nombre de "Geographiae Informatio" los escritos de Agatemero.
Aubrey Diller identificó un manuscrito en la biblioteca de la Universidad de Cambridge (Gg. II. 33) como una copia hecha por Nikoláos Sofianós de un manuscrito encontrado en el monasterio de Vatopediou. Esa copia incluye escritos menores sobre matemáticas y geografía tales como la Diagnosis y la Hypotyposis de Agatemero, y las primeras líneas de la navegación del Bósforo de Dionisio de Bizancio.